# Président élu des États-Unis
Pour le jeu vidéo, voir President Elect.
Aux États-Unis, le président élu (en anglais : president-elect), également appelé au Canada président désigné ou futur président, est l'appellation du vainqueur d'une élection présidentielle américaine qui n'a pas encore pris ses fonctions, le distinguant ainsi du président sortant encore en exercice, avant devenir lui-même président des États-Unis lorsqu'il prête serment lors de l'Inauguration Day.

## Calendrier
Aux États-Unis, les citoyens élisent début novembre, lors de l’Election Day, un collège électoral de grands électeurs suivant des modalités qui diffèrent d'un État à l'autre. Les grands électeurs de chaque État se réunissent en décembre pour élire formellement le président. Ces votes sont ensuite reçus par le Congrès qui se réunit début janvier pour les certifier et déclarer officiellement le vainqueur des élections. Le nouveau président entre alors en fonction le 20 janvier (Inauguration Day).

## Titre
Le titre de président élu est mentionné dans le XXe amendement de la Constitution, adopté en 1933, et qui fixe au 20 janvier à midi la fin du mandat du président et le début de celui de son successeur, de même que pour le vice-président et le vice président élu (auparavant, la passation des pouvoirs n'intervenait qu'en mars). 
Dans le Presidential Transition Act of 1963, qui prévoit d'accorder au président élu et au vice-président élu des moyens matériels et financiers pour qu'ils se préparent à leurs futures fonctions officielles, ces titres désignent les candidats quand ils sont considérés vainqueurs par l'administrateur chargé des élections présidentielles. 
Mais le terme est généralement utilisé officieusement par les médias et les personnalités politiques dès qu'un candidat est déclaré vainqueur des élections par les agences de presse, le plus souvent dans la nuit suivant l'élection.

## Transition présidentielle
Depuis l'élection de 2008, le président élu dispose d'une équipe de transition formalisée (en anglais : Office of the President-elect). Par convention, durant la période précédant l'inauguration, le président sortant — également désigné péjorativement lame duck — travaille avec le président élu pour assurer une transition des pouvoirs présidentiels.

## Vice-président élu
De la même manière, le vice-président élu ou vice-président désigné (en anglais vice president-elect) désigne le vainqueur de l'élection à la vice-présidence qui n'a pas encore pris ses fonctions.